# Lansing (Illinois)
Lansing ist eine Gemeinde (mit dem Status „Village“) im Cook County im US-amerikanischen Bundesstaat Illinois.
Das U.S. Census Bureau hat bei der Volkszählung 2020 eine Einwohnerzahl von 29.076 ermittelt.
Lansing ist Bestandteil der Metropolregion Chicago.

## Geographie
Lansing liegt im südlichen Vorortbereich von Chicago an der Grenze zu Indiana am Little Calumet River, der über den Calumet River in den Michigansee mündet. Der Ort liegt auf 41°33′53″ nördlicher Breite und 87°32′20″ westlicher Länge und erstreckt sich über 17,72 km². Lansing liegt überwiegend in der Thornton Township und zu einem kleineren Teil in der Bloom Township.
Benachbarte Orte von Lansing sind Calumet City (an der nördlichen Stadtgrenze), Hammond (an der nordöstlichen Stadtgrenze), Munster (ab der östlichen Stadtgrenze), Lynwood (an der südlichen Stadtgrenze), Glenwood (7,7 km südwestlich), Thornton (6,2 km westlich) sowie South Holland (an der nordwestlichen Stadtgrenze).
Das Stadtzentrum von Chicago liegt 43,4 km nördlich.

## Verkehr
In West-Ost-Richtung verläuft die Interstate 94 durch Lansing. Im Zentrum des Ortes kreuzen der U.S. Highway 6 und die Illinois State Route 83. Alle weiteren Straßen sind untergeordnete Fahrwege sowie innerstädtische Verbindungsstraßen.
In Nordwest-Südost-Richtung verläuft eine Eisenbahnlinie der Canadian National Railway durch das Zentrum von Lansing.
Im Süden von Lansing befindet sich der Lansing Municipal Airport. Der größere O’Hare International Airport von Chicago befindet sich 69,7 km nordwestlich von Lansing.

## Geschichte
Die ersten weißen Siedler im Gebiet des heutigen Ortes Lansing waren August Hildebrandt mit seiner Familie. Drei Jahre später siedelten sich Henry, George und John Lansing an. Bis 1850 erhielt die Siedlung Anschluss an das Eisenbahnnetz der Pennsylvania Railroad. 1893 wurde die Siedlung zur selbstständigen Gemeinde erhoben. Im Jahr 1911 wurde die erste Telefonleitung nach Lansing verlegt. Anschluss an das Elektrizitätsnetz bekam Lansin 1912. Die erste Asphaltstraße wurde 1915 in dem Ort angelegt. 1924 wurde der Lansing Municipal Airport eröffnet.

## Demografische Daten
Nach der Volkszählung im Jahr 2010 lebten in Lansing 28.331 Menschen in 10.957 Haushalten. Die Bevölkerungsdichte betrug 1598,8 Einwohner pro Quadratkilometer. In den 10.957 Haushalten lebten statistisch je 2,58 Personen.
Ethnisch betrachtet setzte sich die Bevölkerung zusammen aus 58,9 Prozent Weißen, 31,6 Prozent Afroamerikanern, 0,2 Prozent amerikanischen Ureinwohnern, 0,9 Prozent Asiaten sowie 6,1 Prozent aus anderen ethnischen Gruppen; 2,2 Prozent stammten von zwei oder mehr Ethnien ab. Unabhängig von der ethnischen Zugehörigkeit waren 14,5 Prozent der Bevölkerung spanischer oder lateinamerikanischer Abstammung.
25,0 Prozent der Bevölkerung waren unter 18 Jahre alt, 61,4 Prozent waren zwischen 18 und 64 und 13,6 Prozent waren 65 Jahre oder älter. 52,8 Prozent der Bevölkerung war weiblich.
Das mittlere jährliche Einkommen eines Haushalts lag bei 51.083 USD. Das Pro-Kopf-Einkommen betrug 25.445 USD. 10,4 Prozent der Einwohner lebten unterhalb der Armutsgrenze.

## Bekannte Bewohner
- Curtis Granderson (* 1981) – Baseballspieler – besuchte die Schule in Lansing